# Raphaël Collignon
Raphaël Collignon, né le 13 janvier 2002 à Rochester (Minnesota), est un joueur de tennis belge, professionnel depuis 2020.
Il est membre de l'équipe de Belgique de Coupe Davis depuis 2024.

## Biographie
Il a commencé à jouer au tennis à Liège au TC Fayenbois avec Didier Jacquet. Il est également suivi depuis son enfance par la Fédération francophone de tennis.
Il est coaché par l'ancien joueur professionnel Steve Darcis.

## Carrière

### 2022-2023: première finale sur le circuit Challenger et quatre premiers titres ITF
En 2022, il remporte ses quatre premiers titres sur le circuit ITF à Monastir, à Arlon, à Marbourg et à Coxyde. Cela lui permet de finir la saison dans le top 300 du classement mondial.
En avril 2023, il participe à sa première finale sur le circuit Challenger à Roseto degli Abruzzi, où il est battu par Filip Misolic en trois sets (4-6, 7-5, 7-66). En juillet, après les qualifications de Wimbledon, il est victime d’une fracture de fatigue au cubitus gauche, ce qui le contraint à renoncer au reste de la saison,. Il termine l’année à la 352e place du classement ATP.

### 2024: deux premiers titres en Challenger et première sélection en Coupe Davis
En 2024, entre avril et juillet, il s’adjuge trois titres ITF à Hammamet, à Angers et à Cassel. En août, il remporte son premier titre en Challenger à Lüdenscheid en éliminant en finale le 84e mondial Botic van de Zandschulp (3-6, 6-4, 6-3). Le même mois, il gagne un nouveau titre sur le circuit ITF à Coxyde. En septembre, il est sélectionné lors de la phase de groupes pour sa première rencontre en Coupe Davis avec l'équipe belge. Lors de son premier match, il s'incline face à Botic van de Zandschulp des Pays-Bas en deux sets (7-5, 7-66). Lors de son deuxième match, il est également battu cette fois-ci par  João Fonseca du Brésil sur le score de (6-3, 62-7, 6-3). La Belgique est éliminée de la compétition lors de cette phase.
Par la suite, il atteint la finale du Challenger de Lisbonne où il perd contre Alexander Ritschard (6-3, 63-7, 6-3).
En octobre, il reçoit une wild card pour son premier tournoi ATP à Anvers, où il est éliminé au premier tour par Márton Fucsovics (6-2, 6-0). Il se hisse ensuite en finale du Challenger de Bratislava où il s'incline face à Roman Safiullin (6-3, 6-4). La semaine suivante, il remporte son deuxième Challenger à Lyon en battant en finale Calvin Hemery (6-4, 6-2). Ce titre lui permet de finir la saison à la 121e place mondiale.

### 2025: troisième titre Challenger et entrée dans le top 100
En février 2025, il participe au tournoi ATP de Marseille où il intègre directement le tableau final. Il perd dès le premier tour face au futur finaliste Hamad Medjedović (6-3, 6-4). Il remporte ensuite le Challenger de Pau en éliminant Patrick Zahraj (6-2, 6-4) en finale. Cette victoire le fait entrer pour la première fois de sa carrière dans le top 100 mondial. Il atteint aussi la finale du même tournoi en double avec son compatriote Alexander Blockx, le duo s'incline au super tie-break (6-4, 65-7, 10-8). La semaine suivante, il accède à la finale du Challenger de Lugano où il est battu par l'ancien 12e mondial Borna Ćorić (6-3, 6-1).
Fin mars, il prend part au tournoi ATP de Marrakech et rencontre l'ancien 9e mondial Fabio Fognini lors de son premier match. Il élimine l’Italien (6-3, 6-3) et signe son premier succès sur le circuit ATP . Au deuxième tour, il s'incline au tie-break du troisième set après une grosse bataille face au 43e mondial Nuno Borges (6-2, 3-6, 7-60).

## Palmarès

### TournoisChallenger

#### En simple (4/8)
| Résultat | Date       | Tournoi                                                  | Surface      | Adversaire en finale    | Score          |
| -------- | ---------- | -------------------------------------------------------- | ------------ | ----------------------- | -------------- |
| Finale   | 17/04/2023 | Challenger di Roseto degli Abruzzi, Roseto degli Abruzzi | Terre (ext.) | Filip Misolic           | 4-6, 7-5, 7-66 |
| Victoire | 29/06/2024 | Platzmann-Sauerland Open, Lüdenscheid                    | Terre (ext.) | Botic van de Zandschulp | 3-6, 6-4, 6-3  |
| Finale   | 23/09/2024 | Lisboa Belém Open, Lisbonne                              | Terre (ext.) | Alexander Ritschard     | 6-3, 63-7, 6-3 |
| Finale   | 28/10/2024 | Slovak Open, Bratislava                                  | Dur (int.)   | Roman Safiullin         | 6-3, 6-4       |
| Victoire | 11/11/2024 | All in Open, Lyon                                        | Dur (int.)   | Calvin Hemery           | 6-4, 6-2       |
| Victoire | 17/02/2025 | Teréga Open Pau-Pyrénées, Pau                            | Dur (int.)   | Patrick Zahraj          | 6-2, 6-4       |
| Finale   | 24/02/2025 | 4° Città di Lugano, Lugano                               | Dur (int.)   | Borna Ćorić             | 6-3, 6-1       |
| Victoire | 06/04/2025 | Atkinsons Monza Open, Monza                              | Terre (ext.) | Vitaliy Sachko          | 6-3, 7-5       |

#### En double (0/1)
| Résultat | Date       | Tournoi                       | Surface    | Partenaire       | Adversaires en finale         | Score             |
| -------- | ---------- | ----------------------------- | ---------- | ---------------- | ----------------------------- | ----------------- |
| Finale   | 17/02/2025 | Teréga Open Pau-Pyrénées, Pau | Dur (Int.) | Alexander Blockx | Jakob Schnaitter Mark Wallner | 6-4, 65-7, [10-8] |

## Parcours dans les tournois duGrand Chelem

### En simple
| Année | Open d'Australie | Open d'Australie | Internationaux de France | Internationaux de France | Wimbledon       | Wimbledon   | US Open | US Open |
| ----- | ---------------- | ---------------- | ------------------------ | ------------------------ | --------------- | ----------- | ------- | ------- |
| 2025  | —                | —                | —                        | —                        | 1er tour (1/64) | Marin Čilić |         |         |

N.B. : à droite du résultat se trouve le nom de l'ultime adversaire.

## Parcours enCoupe Davis
| #                                                              | Date       | Lieu    | Surface    | Gagnant(s)              | Perdant(s)        | Score          |          |
|                                                                |            |         |            |                         |                   |                |          |
| 2024 - Phase de groupes (groupe mondial) - Pays-Bas - Belgique |            |         |            |                         |                   |                |          |
| 1                                                              | 10/09/2024 | Bologne | Dur (int.) | Botic van de Zandschulp | Raphaël Collignon | 7-5, 7-66      | Parcours |
|                                                                |            |         |            |                         |                   |                |          |
| 2024 - Phase de groupes (groupe mondial) - Brésil - Belgique   |            |         |            |                         |                   |                |          |
| 2                                                              | 14/09/2024 | Bologne | Dur (int.) | João Fonseca            | Raphaël Collignon | 6-3, 62-7, 6-3 | Parcours |

## Classements ATP en fin de saison
| Année          | 2021 | 2022 | 2023 | 2024 |
| Rang en simple | 892  | 284  | 352  | 121  |
| Rang en double | 1576 | 1150 | 1584 | 1138 |

Source : (en) Classements de Raphaël Collignon sur le site officiel de la Fédération internationale de tennis